# Bathyraja meridionalis
Bathyraja meridionalis е вид хрущялна риба от семейство Arhynchobatidae.

## Разпространение и местообитание
Видът е разпространен в Аржентина, Фолкландски острови и Южна Джорджия и Южни Сандвичеви острови.
Среща се на дълбочина от 783.5 до 1609.5 m, при температура на водата от 1,7 до 2,6 °C и соленост 34,6 – 34,7 ‰.

## Описание
На дължина достигат до 1,2 m.